# AKI-Safi

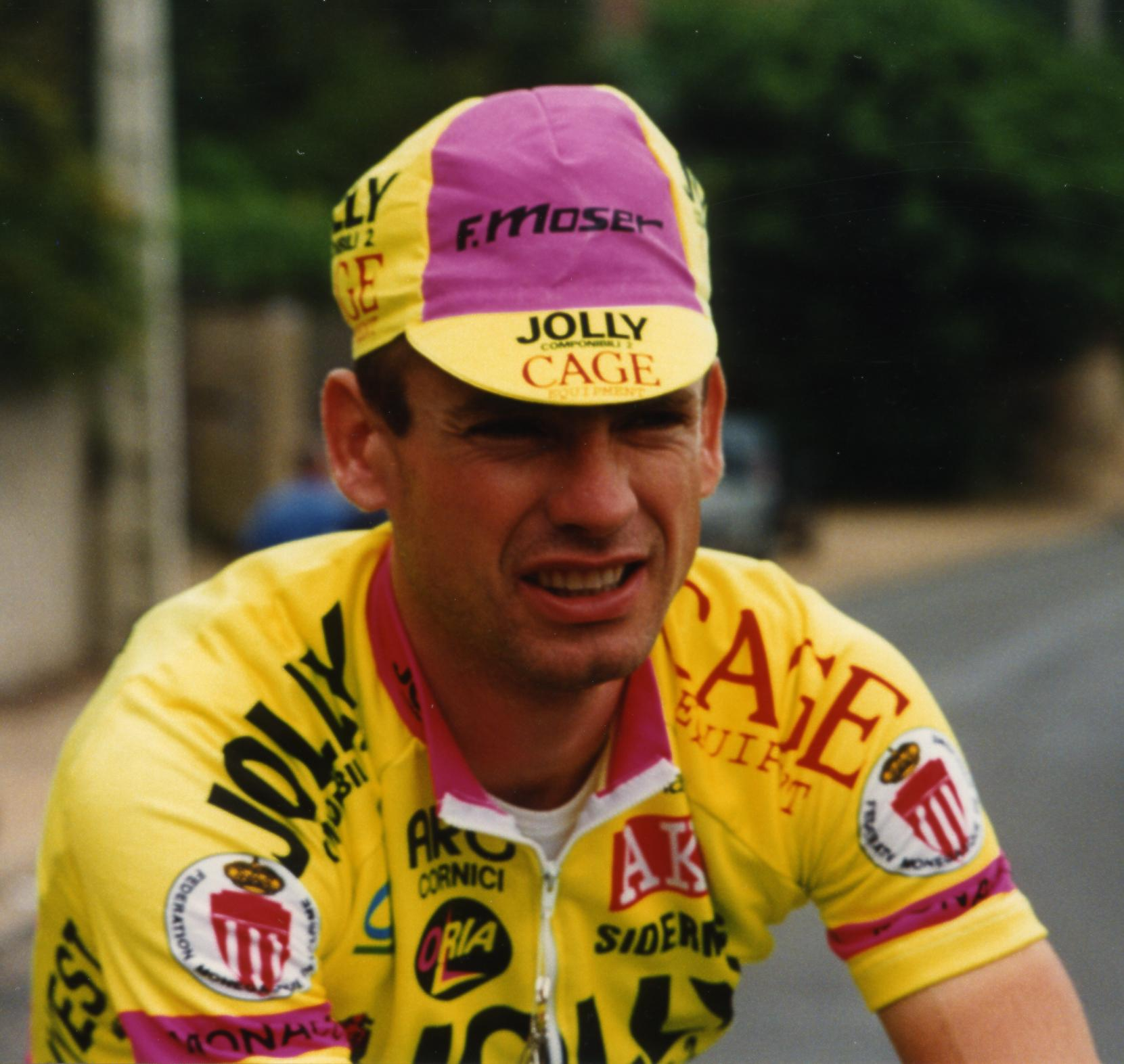
Laurent Pillon 1994

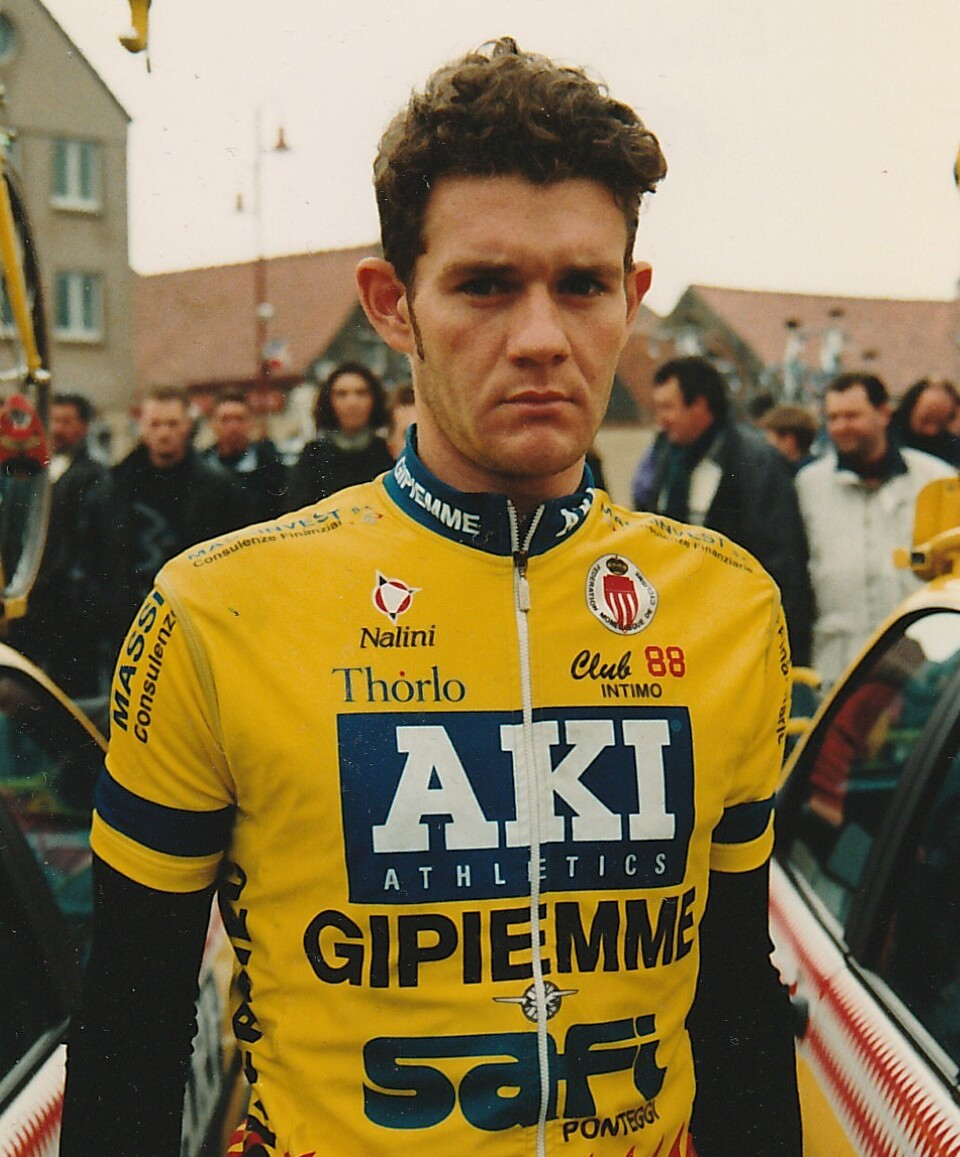
Erwan Menthéour

AKI–Safi war ein italienisches und monegassisches professionelles Radsportteam, das von 1989 bis 1997 bestand. Die Sponsoren waren von 1989 bis 1993 ein italienischer Hersteller von Küchenzubehör Jolly Componibili und ein montenegrinisches Strand Resort Club 88. Ab 1995 war der Hauptsponsor ein italienischer Hersteller von Sportbekleidung und Co-Sponsoren waren ein italienischer Hersteller für Fahrradkomponenten (1995–1996) und ein italienischer Hersteller für Hebebühnen (1997).

## Geschichte
Das Team wurde 1989 mit Palmiro Masciarelli und Enrico Paolini als Manager gegründet. Obwohl es ansonsten in der ersten Saison keine nennenswerte Ergebnisse gab, konnte ein Etappensieg beim Giro d’Italia 1989 erzielt werden. 1990 kamen Waldemaro Bartolozzi und Marino Basso als Manager ins Team und es konnte neben den beiden Siegen ein zweiter Platz beim Giro di Puglia und die beiden dritten Plätze bei der Trofeo Laigueglia und bei der Trofeo Matteotti erreicht werden. Zwischen 1992 und 1997 konnte jedes Jahr ein Sieg bei Giro d’Italia oder bei der Vuelta a España erzielt werden. Außerdem konnten 1996 und 1997 die besten Platzierungen beim Giro d’Italia erreicht werden. Das Team wurde zum Ende der Saison 1997 aufgelöst, aber Roberto Amadio gründete mit Teilen des alten Teams Vini Caldirola.

## Erfolge
1989
- eine Etappe Giro d’Italia

1990
- eine Etappe Vuelta a España
- eine Etappe Ruota d’Oro

1991
- eine Etappe Tour de Suisse
- Giro dell’Umbria
- Trofeo Matteotti

1992
- zwei Etappen Giro d’Italia
- zwei Etappen Settimana Internazionale

1993
- zwei Etappen Giro d’Italia
- Russischer Meister – Straßenrennen
- zwei Etappen Tirreno-Adriatico
- eine Etappe Giro di Puglia

1994
- zwei Etappen Giro d’Italia
- eine Etappe Vuelta a España
- eine Etappe Niederlande-Rundfahrt
- eine Etappe Mexiko-Rundfahrt

1995
- zwei Etappen Giro d’Italia
- Classic Haribo
- eine Etappe Tour DuPont
- zwei Etappen Slowenien-Rundfahrt
- Giro del Friuli
- eine Etappe Grand Prix Guillaume Tell

1996
- eine Etappe Vuelta a España
- Gesamtwertung und zwei Etappen Hofbräu Cup
- eine Etappe Valencia-Rundfahrt
- eine Etappe Giro di Sardegna
- GP Palio del Recioto
- Tour du lac Leman
- eine Etappe Tour de Suisse
- Giro del Friuli

1997
- eine Etappe Giro d’Italia
- eine Etappe Tour de Suisse
- eine Etappe Tirreno-Adriatico
- eine Etappe Niederlande-Rundfahrt
- Chrono des Nations

## Grand-Tour-Platzierungen
| Grand Tour            | 1989 | 1990 | 1991 | 1992 | 1993 | 1994 | 1995 | 1996 | 1997 |
| --------------------- | ---- | ---- | ---- | ---- | ---- | ---- | ---- | ---- | ---- |
| Giro d’ItaliaGiro     | 35   | 26   | 18   | 21   | 26   | 82   | 24   | 7    | 4    |
| Tour de FranceTour    | –    | –    | –    | –    | –    | –    | 46   | –    | –    |
| Vuelta a EspañaVuelta | –    | 79   | –    | –    | –    | 89   | –    | –    | –    |

## Monumente-des-Radsports-Platzierungen
| Monument                 | 1989 | 1990 | 1991 | 1992 | 1993 | 1994 | 1995 | 1996 | 1997 |
| ------------------------ | ---- | ---- | ---- | ---- | ---- | ---- | ---- | ---- | ---- |
| Mailand–Sanremo          | 92   | 39   | 49   | 77   | 96   | 11   | 7    | 14   | 66   |
| Flandern-Rundfahrt       | –    | –    | –    | –    | –    | 12   | –    | 39   | –    |
| Paris–Roubaix            | –    | –    | –    | –    | 66   | 37   | 22   | 25   | 34   |
| Lüttich–Bastogne–Lüttich | –    | –    | –    | –    | 33   | 64   | 20   | –    | –    |
| Lombardei-Rundfahrt      | 14   | 25   | 10   | 45   | 9    | 4    | 17   | 12   | –    |

## Bekannte ehemalige Fahrer
- Dmitri Konyschew (1993–1996)
- Denis Zanette (1995–1997)
- Zenon Jaskuła (1994–1995)
- Silvio Martinello (1990)
- Roberto Visentini (1990)
- Endrio Leoni (1990–1994+1996–1997)
- Serhij Hontschar (1997)
- Gilberto Simoni (1994–1996)